# Aleurotrachelus plectroniae
Aleurotrachelus plectroniae là một loài côn trùng cánh nửa trong họ Aleyrodidae, phân họ Aleyrodinae.
Aleurotrachelus plectroniae được Takahashi miêu tả khoa học đầu tiên năm 1955.